# عاشقانه کریسمس
عاشقانه کریسمس (به انگلیسی: A Christmas Romance) فیلمی تلویزیونی محصول سال ۱۹۹۴ و به کارگردانی شلدون لری است. در این فیلم بازیگرانی همچون الیویا نیوتن-جان، گرگوری هریسون، کلوئیی لاتانزی و استفانی سایر ایفای نقش کرده‌اند.